# Giovanni Antonio Merli
Giovanni Antonio Merli (Galliate, documentato dal 1474 – prima del 1507) è stato un pittore italiano, principale esponente di una delle botteghe di pittura presenti a Novara attiva tra il XV e il XVI secolo.

## Vita ed opere

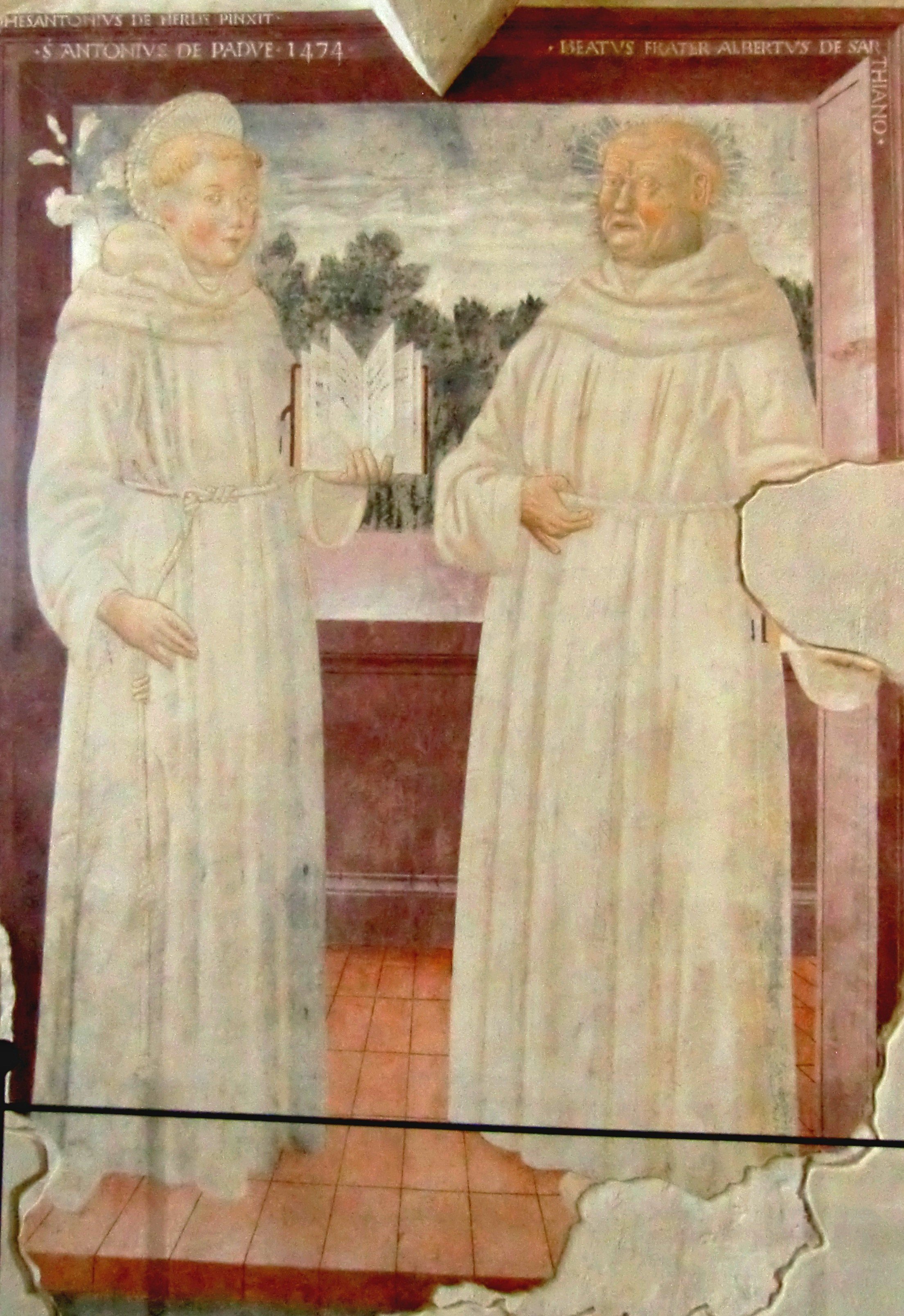
Sant'Antonio da Padova con il Beato Alberto da Sarthiano, Abbazia di San Nazzaro della Costa, Novara, 1474

La prima opera, firmata e datata 1474, si trova nell'abbazia francescana di San Nazzaro della Costa a Novara, assieme a numerose altre testimonianze del panorama artistico novarese del Quattrocento. Si tratta di un affresco raffigurante Sant'Antonio da Padova con il Beato Alberto da Sarthiano, venerato a quel tempo dai frati minori.

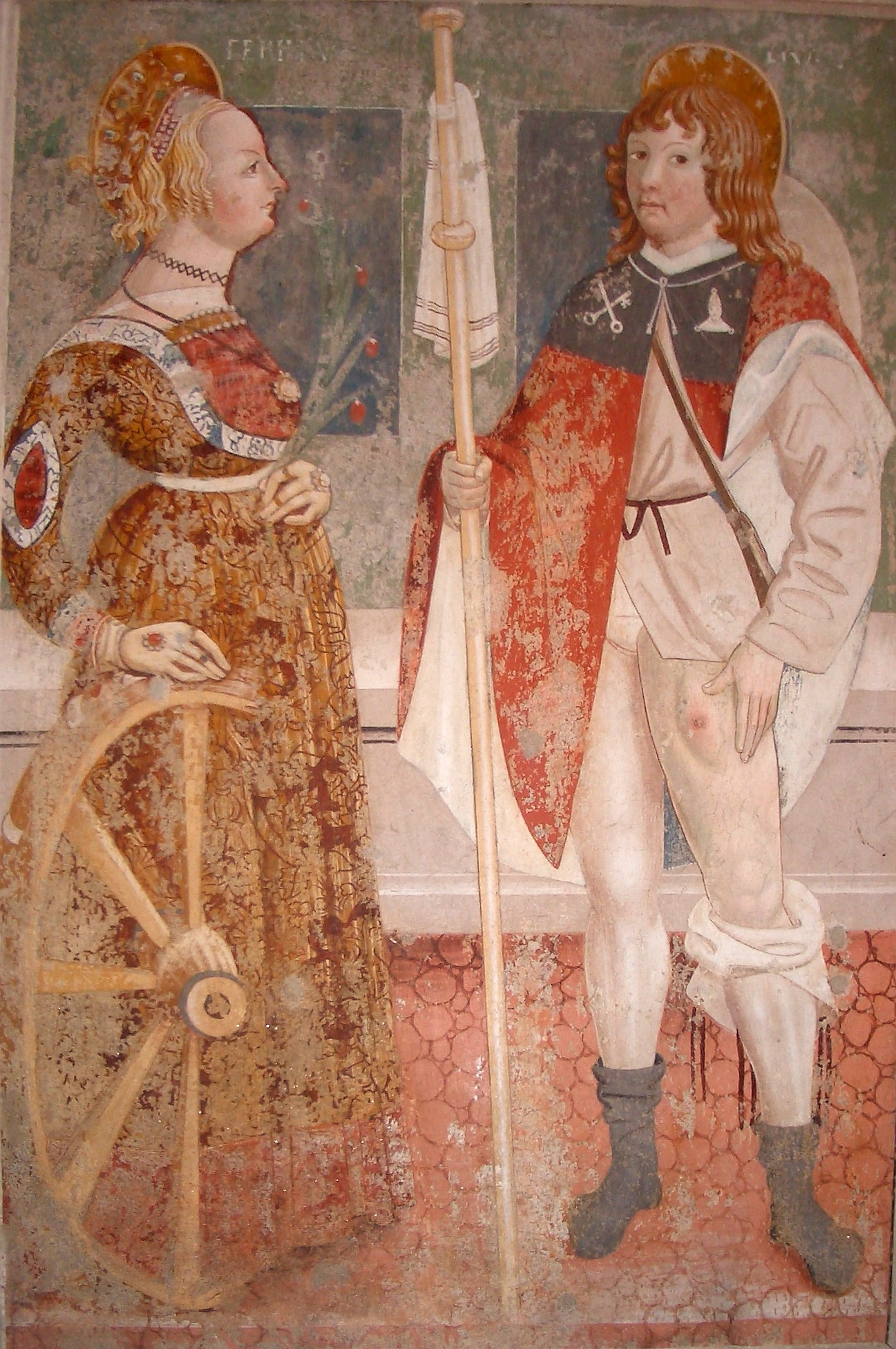
Santa Caterina d'Alessandria e San Rocco, Abbazia dei Santi Nazario e Celso, 1480

Le attribuzioni arricchiscono il suo catalogo, comprendendo un affresco nella chiesa dell'abbazia dei Santi Nazario e Celso, commissionato dall'abate Antonio Barbavara, avente forma di trittico: al centro l'elegante immagine di San Nazario a cavallo; sulla sinistra San Celso e un santo martire; sulla destra Santa Caterina d'Alessandria e San Rocco. Il dipinto è del 1480 e mostra, a quella data, un attardarsi del suo linguaggio pittorico sugli stilemi del gotico internazionale, forse indotti da una committenza (in questo caso la popolazione di San Nazzaro Sesia) poco aggiornata sulle novità provenienti da Milano.
Del 1487 è il Crocifisso con Maria e Giovanni presso la Sala Capitolare del Duomo di Novara. L'opera è ispirata alla Sindone e si trova sulla parete in fondo alla sala.

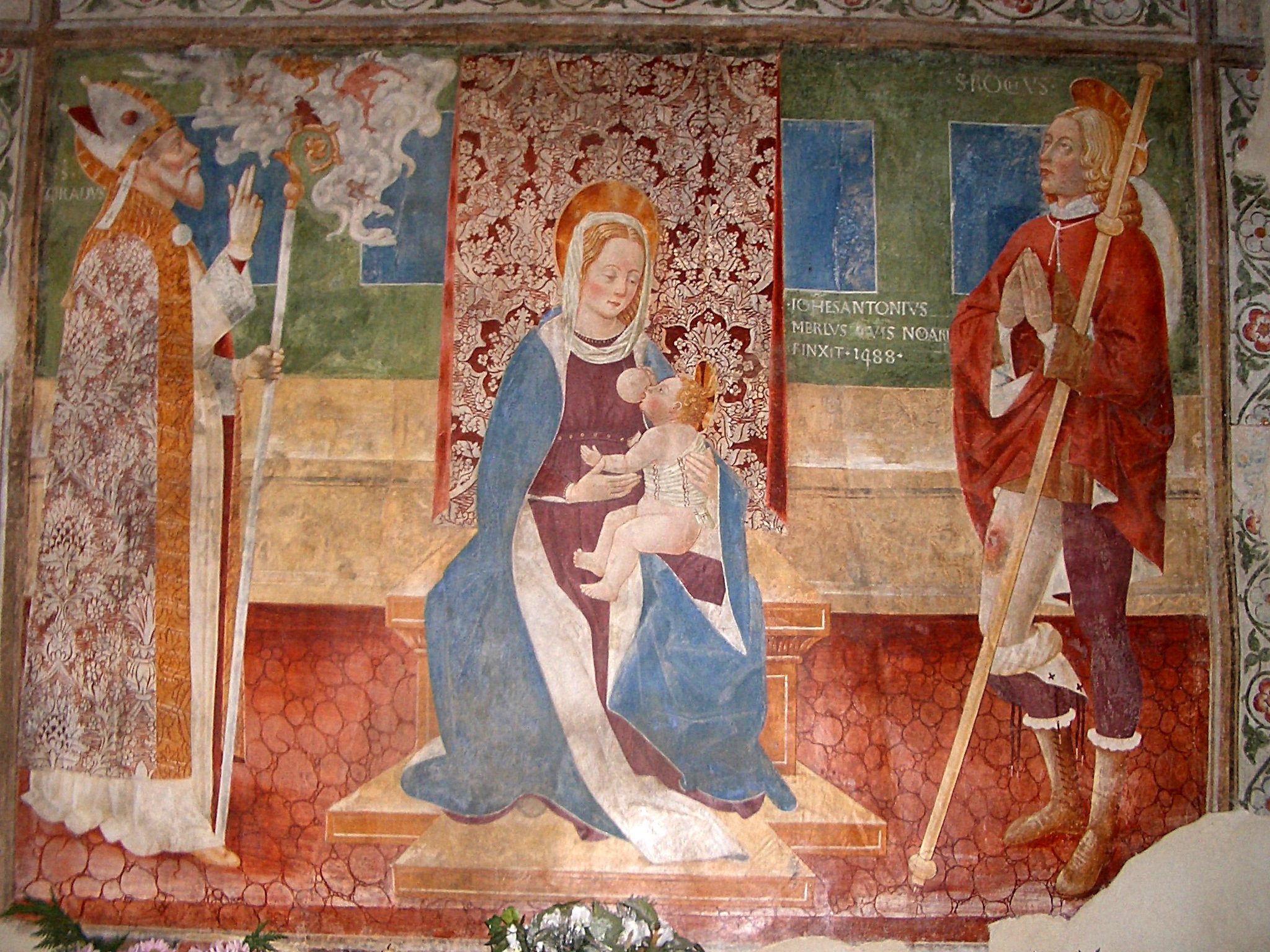
Madonna del latte, seduta in trono con a fianco San Grato e San Rocco, Chiesa di San Marcello, Paruzzaro, 1488

Un altro dipinto firmato e datato 1488 è conservato nella Chiesa di San Marcello a Paruzzaro; esso raffigura una Madonna del latte, seduta in trono con a fianco San Grato e San Rocco.  L'affresco costituisce verosimilmente un "ex voto" della gente del paese come ringraziamento per lo scampato pericolo della peste degli anni precedenti (come attesta soprattutto la presenza della figura di San Rocco). In questa opera che costituisce un punto di riferimento per comprendere la sua produzione artistica, il pittore novarese mostra di guardare con attenzione alle novità del rinascimento lombardo-piemontese: è stato osservato che nella resa plastica e volumetrica dei corpi egli si avvicina ad esperienze spanzottiane.
Datato ancora al 1488 è un affresco monocromo in verde terra che raffigura Pier Lombardo in cattedra, conservato presso la sala capitolare del Duomo di Novara.
Tra le attribuzioni si menzionano inoltre:
- una Madonna delle Grazie conservata nel Duomo di Novara;
- una Vergine in trono presso la Pieve di San Giovanni Battista di Vespolate[6].